# Український державний університет науки і технологій
Український державний університет науки і технологій (англ. Ukrainian State University of Science and Technologies) — багатогалузевий заклад освіти і науки, який відіграє важливу роль як у Дніпровському регіоні, так і в Україні.
Сучасний університет технічного та технологічного профілю з давньою історією поєднує колективи шести закладів вищої освіти м. Дніпро.
За підсумками рейтингування Український державний університет науки і технологій займає провідні позиції у міжнародних та всеукраїнських рейтингах:
- 5 місце за наукометричними показниками бази даних рейтингу Scopus у Дніпрі та Дніпропетровській області за 2024 рік;
- 15 місце у рейтингу ефективності участі закладів вищої освіти України в головних конкурсах наукових проєктів у 2023 році.

Університет є закладом вищої освіти, основною метою діяльності якого є освітня діяльність за різними ступенями вищої освіти та проведення фундаментальних і прикладних наукових досліджень.
Університет має розвинуту інфраструктуру навчальних, наукових і науково-виробничих підрозділів, сприяє поширенню наукових знань та провадить культурно-просвітницьку діяльність.

## Історія
- 31 березня 2021 року відповідно до розпорядження Кабінету Міністрів України «Про утворення Українського державного університету науки і технологій» шляхом об'єднання Дніпровського національного університету залізничного транспорту імені академіка В. Лазаряна та Національної металургійної академії України утворено Український державний університет науки і технологій.
- 11 липня 2023 року відповідно до розпорядження Кабінету Міністрів України «Про реорганізацію державного вищого навчального закладу Український державний хіміко-технологічний університет та Придніпровської державної академії будівництва та архітектури» зазначені вищі навчальні заклади було приєднано до раніше створеного Українського державного університету науки і технологій.
- 23 квітня 2024 року відповідно до розпорядження Кабінету Міністрів України «Про реорганізацію Придніпровської державної академії фізичної культури і спорту» зазначений у розпорядженні вищий навчальний заклад було приєднано до Українського державного університету науки і технологій.
- В 2024 році засновано Навчально-науковий інститут «Аерокосмічний інститут»[1][ангажоване джерело]

## Організація

### Керівництво
- Ректор Українського державного університету науки і технологій — член-кореспондент НАН України, доктор технічних наук, професор Сухий Костянтин Михайлович
- Перший проректор — доктор технічних наук, професор Радкевич Анатолій Валентинович
- Проректор з наукової роботи — доктор технічних наук, професор Пройдак Юрій Сергійович
- Проректор з науково-педагогічної роботи — доктор технічних наук, професор Зайчук Олександр Вікторович
- Проректор з науково-педагогічної роботи, рекламно-інформаційної діяльності та комунікацій — доктор технічних наук, професор Рижова Ольга Петрівна
- Проректор з науково-педагогічної роботи, міжнародної діяльності та інноваційного розвитку — доктор технічних наук, професор Савицький Микола Васильович
- Проректор з науково-педагогічної роботи та інноваційної діяльності у фізичному вихованні і спорту — доктор педагогічних наук, професор Савченко Віктор Григорович
- Проректор з навчально-виховної роботи та гуманітарної політики — доктор наук з державного управління, професор Євсєєва Галина Петрівна
- Проректор з науково-педагогічної роботи та неперервної освіти — кандидат педагогічних наук Бажан Сергій Петрович
- Проректор з адміністративно-господарчої діяльності – Шевченко Михайло Олександрович
- Директор навчально-наукового інституту «Дніпровський інститут інфраструктури і транспорту» — доктор технічних наук, професор Капіца Михайло Іванович
- Директор навчально-наукового інституту «Дніпровський металургійний інститут» — доктор технічних наук, професор Величко Олександр Григорович
- Директор навчально-наукового інституту «Придніпровська державна академія будівництва та архітектури» — доктор технічних наук, професор Данішевський Владислав Валентинович
- Виконувач обов'язків директора навчально-наукового інституту «Український державний хіміко-технологічний університет» — доктор хімічних наук, професор Свердліковська Ольга Сергіївна
- Директор навчально-наукового інституту «Аерокосмічний інститут» — кандидат хімічних наук, доцент Суха Ірина Валеріївна

## Структура
Український державний університет науки і технологій — це єдиний комплекс, до складу якого входять навчальні, науково-дослідні, виробничі, соціально-культурні та інші структурні підрозділи з різним ступенем господарської самостійності.

### Навчально-наукові інститути
До складу університету входять 6 навчально-наукових інститутів:
- ННІ «Дніпровський інститут інфраструктури і транспорту»;
- ННІ «Дніпровський металургійний інститут»;
- ННІ «Придніпровська державна академія будівництва та архітектури»;
- ННІ «Український державний хіміко-технологічний університет»;
- ННІ «Придніпровська державна академія фізичної культури і спорту»;
- ННІ «Аерокосмічний інститут».

### Коледжі
До структури університету входять 6 коледжів:
- Вільногірський фаховий коледж;
- Нікопольський фаховий коледж;
- Самарський фаховий коледж;
- Дніпровський фаховий коледж інженерії та педагогіки;
- Миколаївський фаховий коледж транспортної інфраструктури;
- Фаховий коледж УДУНТ.

### Військова підготовка
В університеті ведеться підготовка офіцерів ЗСУ за 4 військово-обліковими спеціальностями на кафедрі військової підготовки спеціалістів ДССТ.

### Інфраструктура
Український державний університет науки і технологій включає:
- 21 навчальний корпус, об'єднує 24 факультети, в тому числі, Нікопольський факультет;
- Наукову бібліотеку;
- Студентське містечко (21 гуртожиток);
- 5 студентських клубів;
- Палац культури студентів;
- Центр культури, мистецтва та медіа зв'язків з громадськістю;
- Студентське самоврядування;
- Науковий центр інноваційних матеріалів та технологій;
- Навчально-науковий центр міжнародних наукових та навчальних проєктів і програм;
- 2 сучасних[прояснити] спортивних комплекси;
- 17 окремих спортивних залів;
- Стадіон;
- Легкоатлетичний манеж;
- 3 футбольних поля з натуральним та штучним покриттям;
- 2 спортивних майданчика;
- 3 плавальних басейни (1 відкритий та 2 закритих);
- 2 водноспортивні бази на річці Дніпро;
- 3 спортивно-оздоровчі табори;
- Геологічний полігон;
- Навчально-спортивну базу.

Інститути поділено на 121 кафедри, кожен з навчальних підрозділів відповідає за конкретну галузь наукової діяльності, має свій логотип та певну автономність від університету.
Студентське самоврядування кожного з інститутів представлено колегією студентів та професійним бюро.
Університет має найкращий у місті Комітет студентської молоді.

## Наукова бібліотека
Наукова бібліотека університету — одна з найбільших бібліотек закладів вищої освіти України.
Наукова бібліотека є структурним підрозділом університету і, виконуючи функції бібліотечно-бібліографічного, науково-інформаційного, навчально-допоміжного та культурно-просвітницького закладу, забезпечує навчальний процес, науково-педагогічну діяльність, науково-дослідну, виховну і культурно-просвітницьку роботу з книгами та іншими носіями інформації, що складають фонд бібліотеки.
Вона обслуговує за єдиним читацьким квитком більше 10 тисяч читачів. На початок 2025 року загальна площа об'єднаної Наукової бібліотеки становить 8255 м². У своєму складі має 8 відділів, 13 абонементів, Медіа-зал та 12 читальних залів на 1105 посадкових місць.
Бібліотечний фонд, що налічує понад 2,7 мільйона примірників друкованих і електронних видань, є універсальною базою для навчального процесу та наукових досліджень. Фонди не обмежуються лише навчальною літературою, а містять наукову та художню літературу, енциклопедичні та довідкові видання, словники, збірники законодавчих матеріалів, нормативно-технічну документацію, рідкісні науково-технічні видання, спеціальні види науково-технічної літератури, дисертації та автореферати, неопубліковані матеріали, періодичні та інформаційно-бібліографічні видання.
До уваги користувачів — доступи до численних баз даних повнотекстової, бібліографічної, наукометричної інформації.
Наукова бібліотека УДУНТ має широке представництво в інтернеті — сайт, Facebook, Instagram, YouTube та інші платформи.

## Видавництво Українського державного університету науки і технологій
Поліграфічний центр університету видає навчальну, наукову, довідкову, навчально-методичну літературу, забезпечує навчальний процес в університеті підручниками, посібниками, монографіями, конспектами лекцій, довідниками, словниками, навчально-методичними матеріалами. Важливою частиною наукової діяльності університетської спільноти є публікація результатів досліджень у провідних наукових журналах, включених до категорій А та Б Переліку наукових фахових видань України.
Наукові видання університету охоплюють широкий спектр тем, включаючи:
- Природничі науки: фізика, хімія, біологія, математика, інформатика;
- Технічні науки: машинобудування, електроніка, комп'ютерні науки, будівництво;
- Гуманітарні науки: історія, філософія, мовознавство, літературознавство;
- Суспільні науки: соціологія, психологія, економіка, політологія.

## Навчання
Станом на 2024 рік, Український державний університет науки і технологій — це майже 16 тисяч студентів різних форм навчання; ліцензований обсяг та кількість студентів, які навчаються в університеті; понад 250 професорів та докторів наук, понад 850 кандидатів наук.
Підготовка здійснюється за 291 освітньою програмою з 56 спеціальностей: бакалаврського рівня — 157 освітніх програм, магістерського рівня — 112 освітніх програм та 22 програми третього освітньо-наукового рівня.
В університеті готують докторів філософії за 21 освітньо-науковими програмами та докторів наук — за 16 спеціальностями.
Програми міжнародного співробітництва з отримання студентами подвійних дипломів під час навчання в магістратурі університетів Франції, Норвегії, Польщі та інших, додаткові навчальні послуги з іноземних мов та комп'ютерної підготовки.
Під патронатом Енерго-інноваційного хабу в університеті регулярно організовуються вебінари та семінари, які охоплюють широкий спектр тем в області енергоефективності.
Ці заходи призначені не лише для надання актуальних знань та практичних навичок, але й для стимулювання обміну досвідом між фахівцями, науковцями та всіма зацікавленими сторонами, що прагнуть внести вклад у стале енергетичне майбутнє.

## Міжнародні зв'язки
В університеті діє Навчально-науковий центр міжнародних наукових та навчальних проєктів і програм, який разом з відділом міжнародних зв'язків створено для розробки та впровадження стратегії міжнародної діяльності закладу, розширення та поглиблення закордонних контактів, університетських проєктів і грантів, сприяння розвитку міжнародного співробітництва у сфері освіти та науки, допомозі в реалізації програми академічна мобільності «Темпус», Еразмус+, 3E-Partnership, The Bridge, UKRENERGY, Горизонт, ETUT.